# Новиков, Дмитрий Георгиевич
Дми́трий Гео́ргиевич Но́виков (род. 12 сентября 1969, Хабаровск, РСФСР, СССР) — российский политический деятель. Депутат Государственной Думы V, VI, VII и VIII созывов, член фракции КПРФ. Член Президиума ЦК КПРФ с 2008 года, заместитель Председателя ЦК КПРФ с 2013 года. Кандидат исторических наук.
Из-за поддержки российской агрессии во время российско-украинской войны находится под персональными международными санкциями.

## Биография
Родился 12 сентября 1969 года в Хабаровске.
Окончил Возжаевскую школу № 1 (Белогорский район Амурской области). В 1986 году поступил на исторический факультет БГПУ имени Калинина.
После окончания второго курса был призван в ряды Советской Армии ВС Союза ССР (отсрочка студентам в то время была отменена, восстановлена в 1989 году). Службу проходил в войсках ПВО.
В сентябре 1989 года, после увольнения в запас, продолжил получение высшего образования. В 1992 году окончил с отличием факультет истории, обществоведения и права БГПУ имени Калинина.
Преподавательскую деятельность начал на кафедре культурологии Благовещенского госпединститута. Работал ассистентом, старшим преподавателем, обучался в аспирантуре. В 1995—1997 годах являлся по совместительству помощником члена Совета Федерации Федерального Собрания Российской Федерации.
С июня 1992 г. член Коммунистической партии Российской Федерации. Заявление о вступлении в КПСС написал в день подписания Ельциным указа о роспуске партии коммунистов. Принимал активное участие в воссоздании Амурского регионального отделения Компартии России, входил в состав оргкомитета. Неоднократно избирался членом и секретарём Благовещенского городского и Амурского областного комитетов КПРФ.
Возглавлял организационный комитет по восстановлению комсомольской организации Амурской области. 29 мая 1993 года возглавил Амурский коммунистический союз молодёжи, вошедший в дальнейшем состав Союза коммунистической молодёжи. Избирался членом ЦК и секретарем ЦК СКМ РФ. В 1993—2001 годах избирался первым секретарем обкома АКСМ, членом и секретарем ЦК Союза коммунистической молодёжи Российской Федерации.
С 1997 по 2001 год работал заместителем председателя комитета и начальником отдела по делам молодёжи администрации Амурской области.
В 2001 году успешно защитил диссертацию на соискание учёной степени кандидата исторических наук в Московском педагогическом государственном университете. Тема диссертационной работы: «Формирование интеллигенции Дальнего Востока России во второй половине XIX — начале XX веков». Имеет публикации по данной теме и другим проблемам.
После защиты диссертации продолжил педагогическую деятельность на кафедре истории Благовещенского госпедуниверситета в должности старшего преподавателя и доцента.
Участник общественно-политических ток-шоу на федеральных государственных телевизионных каналах.

### Участие в выборах
В 2001 году участвовал в дополнительных выборах депутата Государственной думы по 58-му Благовещенскому одномандатному избирательному округу (Амурская область). Согласно официально объявленным данным, уступил 286 голосов начальнику космодрома «Свободный» Александру Винидиктову. В выборах приняло участие 25,51 % избирателей. Дмитрий Новиков получил 46 207 голосов (27,30 %), Винидиктов — 46 493 голосов (27,47 %). Последовавший судебный процесс выявил грубые нарушения законодательства, включая «голосование» умерших избирателей по г. Свободный. Тем не менее, результаты выборов были оставлены в силе.
С 2004 года член ЦК КПРФ, затем — секретарь Центрального комитета партии, отвечающий за идеологическое, агитационно-пропагандистское направление работы.
В марте 2005 года избран депутатом Совета народных депутатов Амурской области по списку КПРФ. Входил в состав комитета по социальным вопросам.
С 2004 года — секретарь ЦК КПРФ. В 2005 году избран депутатом Совета народных депутатов Амурской области.

В 2007 году был избран депутатом Государственной думы пятого созыва по федеральному списку КПРФ (региональная группа № 33 — Амурская область, Читинская область, Агинский Бурятский автономный округ). Работал в составе комитета по культуре..

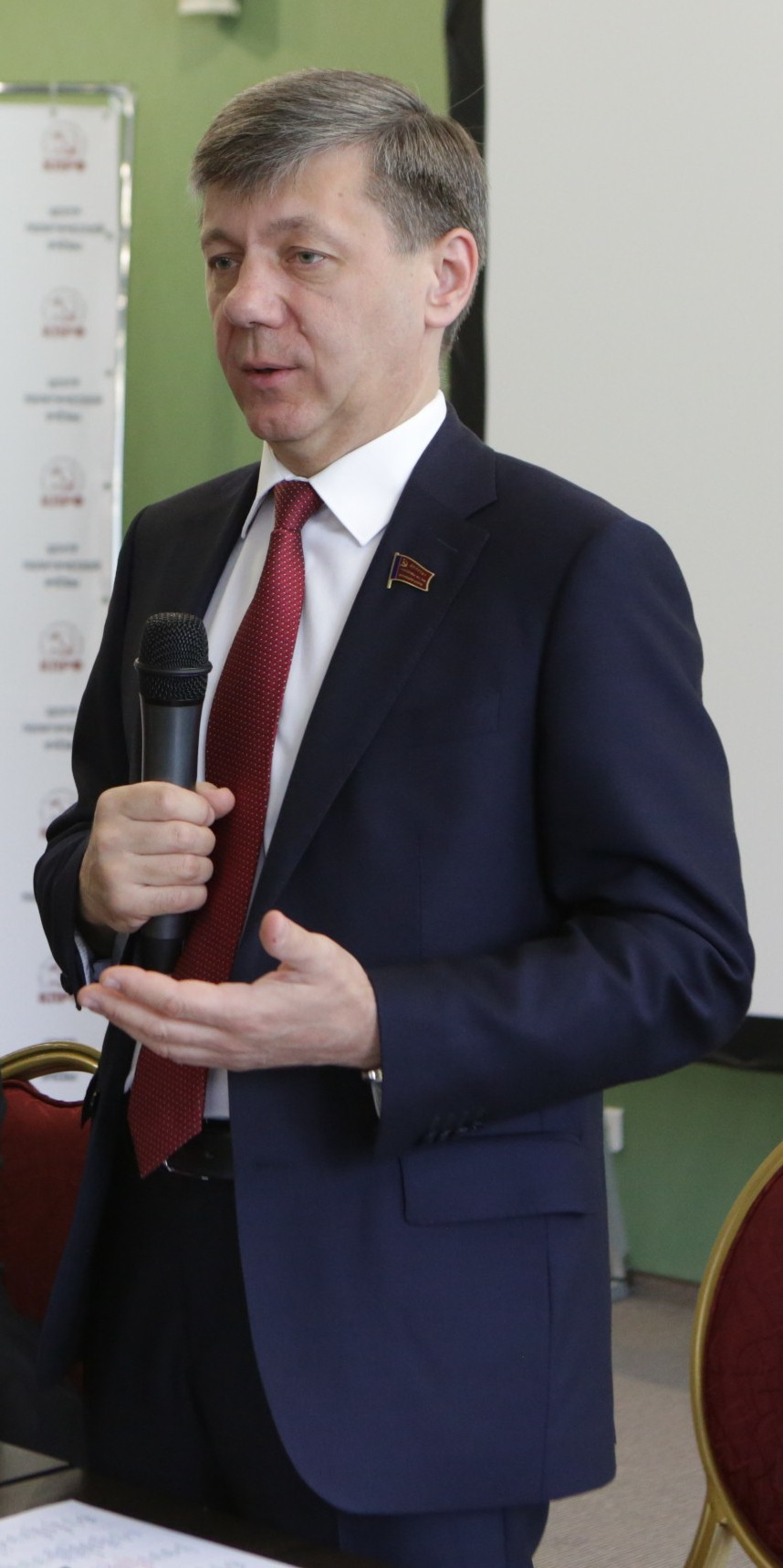
Д. Г. Новиков выступает перед слушателями ЦПУ ЦК КПРФ

Выступал с резкой критикой амурского губернатора Николая Колесова, обвиняя его, в частности, в давлении на КПРФ и препятствовании её избирательной кампании. Фракция КПРФ в законодательном собрании области обращалась к Президенту России с просьбой снять Колесова с поста. 16 октября 2008 года губернатор Колесов был отправлен в отставку.
30 ноября 2008 года Д. Г. Новиков вновь вошёл в состав Центрального комитета КПРФ, став членом Президиума и секретарём ЦК. В рамках своего направления выступил организатором видеостудии ЦК КПРФ.
В 2009 году возглавлял список КПРФ на выборах в Благовещенскую городскую думу.
В 2011 году избран депутатом Государственной Думы ФС России пятого в составе федерального списка кандидатов, выдвинутого Коммунистической партией Российской Федерации. В новом созыве занял должность первого заместителя председателя комитета Госдумы по науке и наукоемким технологиям.
На выборах в Законодательное собрание Амурской области 2011 возглавлял областной список КПРФ. Отказался от мандата в связи с избранием депутатом Государственной Думы. В новом созыве занял должность первого заместителя председателя комитета ГД по науке и наукоёмким технологиям.
24 февраля 2013 г. по завершении работы XV съезда КПРФ на организационном Пленуме ЦК избран заместителем Председателя Центрального комитета партии. Тогда же возглавил работу по становлению партийного телеканала «Красная линия», созданного на базе видеостудии ЦК КПРФ, организованной по его же инициативе за два года до этого. Также в 2013 году возглавил создание Центра политической учёбы ЦК КПРФ, осуществляющего подготовку партийных кадров по различным направлениям партийной работы.
С 2016 года — депутат Государственной Думы ФС России седьмого созыва, первый заместитель Председателя Комитета Госдумы по международным делам.
На первом пленарном заседании Государственной Думы ФС России седьмого созыва фракцией КПРФ был выдвинут на должность Председателя Госдумы.
В 2023 году стал первым кандидатом в Губернаторы Омской области

## Законотворческая деятельность
С 2007 по 2019 год, в течение исполнения полномочий депутата Государственной Думы V, VI и VII созывов, выступил соавтором 77 законодательных инициатив и поправок к проектам федеральных законов.

## Международные санкции
Из-за поддержки российской агрессии и нарушения территориальной целостности Украины во время российско-украинской войны находится под персональными международными санкциями разных стран. С 23 февраля 2022 года находится под санкциями всех стран Европейского союза. С 11 марта 2022 года находится под санкциями Великобритании. С 11 марта 2022 года находится под санкциями Соединенных Штатов Америки. С 24 февраля 2022 года находится под санкциями Канады. С 25 февраля 2022 года находится под санкциями Швейцарии. С 26 февраля 2022 года находится под санкциями Австралии. С 15 марта 2022 года находится под санкциями Японии. Указом президента Украины Владимира Зеленского от 7 сентября 2022 находится под санкциями Украины. С 3 мая 2022 года находится под санкциями Новой Зеландии.

## Доход и имущество
Обладает тремя квартирами.

## Личная жизнь
Женился на 54 году жизни.

## Награды
- Юбилейная медаль «МПА СНГ. 25 лет» (12 апреля 2018 года) — за заслуги в деле развития и укрепления парламентаризма, за вклад в развитие и совершенствование правовых основ функционирования Содружества Независимых Государств, укрепление международных связей и межпарламентского сотрудничества[18].
- Почётная грамота за вклад в развитие модельного законодательства и межпарламентского сотрудничества государств — членов ОДКБ (2021 год, ОДКБ)[19].

## Публикации
- Дмитрий Георгиевич Новиков на сайте «Парламентская газета».
- Дмитрий Новиков. Поддержать народ Белоруссии перед лицом исторических испытаний. Заявление ЦК КПРФ (21 августа 2020).
- Дмитрий Новиков. Новая Антанта рвется на Восток (3 октября 2020).
- Дмитрий Новиков. Шоу, оскорбляющее историю и героев (1 марта 2021).